# بن کنی
بن کنی (انگلیسی: Ben Kenney؛ زادهٔ ۱۲ مارس ۱۹۷۷) یک موسیقی‌دان اهل ایالات متحده آمریکا است.